# Miss Singapore
Miss Singapore è un concorso di bellezza femminile che si tiene annualmente a Singapore. Il concorso, organizzato dalla Derrol Stepenny Promotions, seleziona la rappresentante nazionale per il concorso di Miss Universo. Fra il 2001 ed il 2007 il concorso è stato trasmesso in diretta dal canale Mediacorp Channel 5. Prima del 2000, il concorso era organizzato dalla Metromedia Promotions Pte Ltd.
La prima rappresentanza singaporiana a Miss Universo è avvenuta nel 1954, ed è diventata regolare a partire dal 1966. La miglior posizione ottenuta da una rappresentante singaporiana è stata ottenuta da Kathie Lee Lee Beng, giunta sino alle semifinali del concorso nel 1983 ed infine classificatasi all'ottavo posto. Alla stessa posizione si è fermata anche Marion Nicole Teo nel 1987, anno in cui Singapore ha ospitato il concorso.

## Albo d'oro
| Anno | Vincitrice               | Piazzamento a Miss Universo/Note |
| ---- | ------------------------ | -------------------------------- |
| 1954 | Marjorie Wee             |                                  |
| 1958 | Marion Willis            |                                  |
| 1962 | Julie Koh                |                                  |
| 1964 | Vera Wee                 | Ritirata                         |
| 1965 | Alice Woon Yoke Kwee     |                                  |
| 1966 | Margaret van Meel        |                                  |
| 1967 | Ong Mei-Lee              |                                  |
| 1968 | Yasmin Saif              |                                  |
| 1969 | Mavis Young Siew Kim     |                                  |
| 1970 | Cecilia Undasan          |                                  |
| 1971 | Jenny Ser Wang Wong      |                                  |
| 1972 | Jacqueline Hong Han Ghim |                                  |
| 1973 | Debra Josephine de Souza |                                  |
| 1974 | Angela Teo Bee Luang     |                                  |
| 1975 | Sally Tan                |                                  |
| 1976 | Linda Tham               |                                  |
| 1977 | Marilyn Sim Choon May    |                                  |
| 1978 | Annie Lee Mei Ling       |                                  |
| 1979 | Elaine Tan Kim Lian      |                                  |
| 1980 | Ann Chua Ai Choo         |                                  |
| 1981 | Shanaz Alihussein Gandhi |                                  |
| 1982 | Telma Judicia Mary Nonis |                                  |
| 1983 | Kathie Lee Lee Beng      | 8ª classificata                  |
| 1984 | Violet Lee Hui-Min       |                                  |
| 1985 | Lyana Chiok              |                                  |
| 1986 | Farah Lange              |                                  |
| 1987 | Marion Nicole Teo        | 8ª classificata                  |
| 1988 | Audrey Ann Tay           |                                  |
| 1989 | Pauline Chong            |                                  |
| 1990 | Ong Lay Ling             |                                  |
| 1991 | Eileen Yeow Yin Yin      |                                  |
| 1992 | Cori Teo                 |                                  |
| 1993 | Rena Ramiah Devi         |                                  |
| 1994 | Paulyn Sun               |                                  |
| 1995 | Tun Neesa Abdullah       |                                  |
| 1996 | Angeline Putt            |                                  |
| 1997 | Tricia Tan Siew Siew     |                                  |
| 1998 | Alice Lim Poh Choo       |                                  |
| 1999 | Cheryl Marie Cordeiro    |                                  |
| 2000 | Eunice Elizabeth Olsen   |                                  |
| 2001 | Jaime Teo                |                                  |
| 2002 | Nuraliza Osman           |                                  |
| 2003 | Bernice Wong Chea Mei    |                                  |
| 2004 | Sandy Chua Khang Ein     |                                  |
| 2005 | Cheryl Tay               |                                  |
| 2006 | Carol Cheong Yim Foon    |                                  |
| 2007 | Jessica Tan Yue Chang    |                                  |
| 2008 | Shenise Wong Yan Yi      |                                  |
| 2009 | Rachel Janice Kum        |                                  |
| 2010 | Tania Lim Kim Suan       |                                  |
| 2019 | Mohana Prabha            |                                  |
| 2020 | Bernadette Ong           |                                  |
| 2021 | Nandita Banna            |                                  |
| 2022 | Carissa Yap              |                                  |
| 2023 | Priyanka Annuncia        |                                  |